# Подурі-Брічешть
Подурі-Брічешть, Подурі-Брічешті (рум. Poduri-Bricești) — село у повіті Алба в Румунії. Входить до складу комуни Ваду-Моцилор.
Село розташоване на відстані 329 км на північний захід від Бухареста, 60 км на північний захід від Алба-Юлії, 63 км на південний захід від Клуж-Напоки.

## Населення
За даними перепису населення 2002 року у селі проживали 160 осіб, усі — румуни. Усі жителі села рідною мовою назвали румунську.